# Laugerie-Haute
L'abri de Laugerie-Haute se trouve sur la commune des Eyzies-de-Tayac, en Dordogne, sur la rive droite de la vallée de la Vézère.
Il est l'un des quinze « sites préhistoriques et grottes ornées de la vallée de la Vézère » inscrits au patrimoine mondial de l'UNESCO depuis 1979.

## Historique et description
Les recherches commencées ici en 1863, se poursuivirent par étapes, en 1911, en 1921 et de 1936 à 1939. Les travaux ont permis d'établir plusieurs coupes de terrain, montrant l'importance de ce site occupé par l'homme sans interruption pendant la période, longue de 20 000 ans environ, allant du milieu du périgordien au milieu du magdalénien.
Cet abri est classé au patrimoine mondial par l'Unesco dans un ensemble de quinze « sites préhistoriques et grottes ornées de la vallée de la Vézère ».
Les fouilles ont permis de découvrir de nombreux outils en os et en silex dans ce très vaste gisement de près de 200 m de long. L'abri a livré des traces d'occupations du Gravettien, du Solutréen et du Magdalénien, soit une période comprise entre 24 000 et 15 000 ans BP.
Les niveaux archéologiques révèlent un outillage lithique très abondant, une industrie osseuse élaborée ainsi que des objets d'art mobilier ou sur blocs gravés principalement dans la couche supérieure.
Le site est l'un des plus vastes de la vallée de la Vézère. Des fouilles récentes ont livré du matériel lithique jusque sur les rives de la Vézère, révélant un habitat qui s'étend sur plus de 1 000 m2 de l'abri à la rivière.
Le site est accessible au public. Des visites conférences sont organisées par le Centre des monuments nationaux pour le découvrir. 

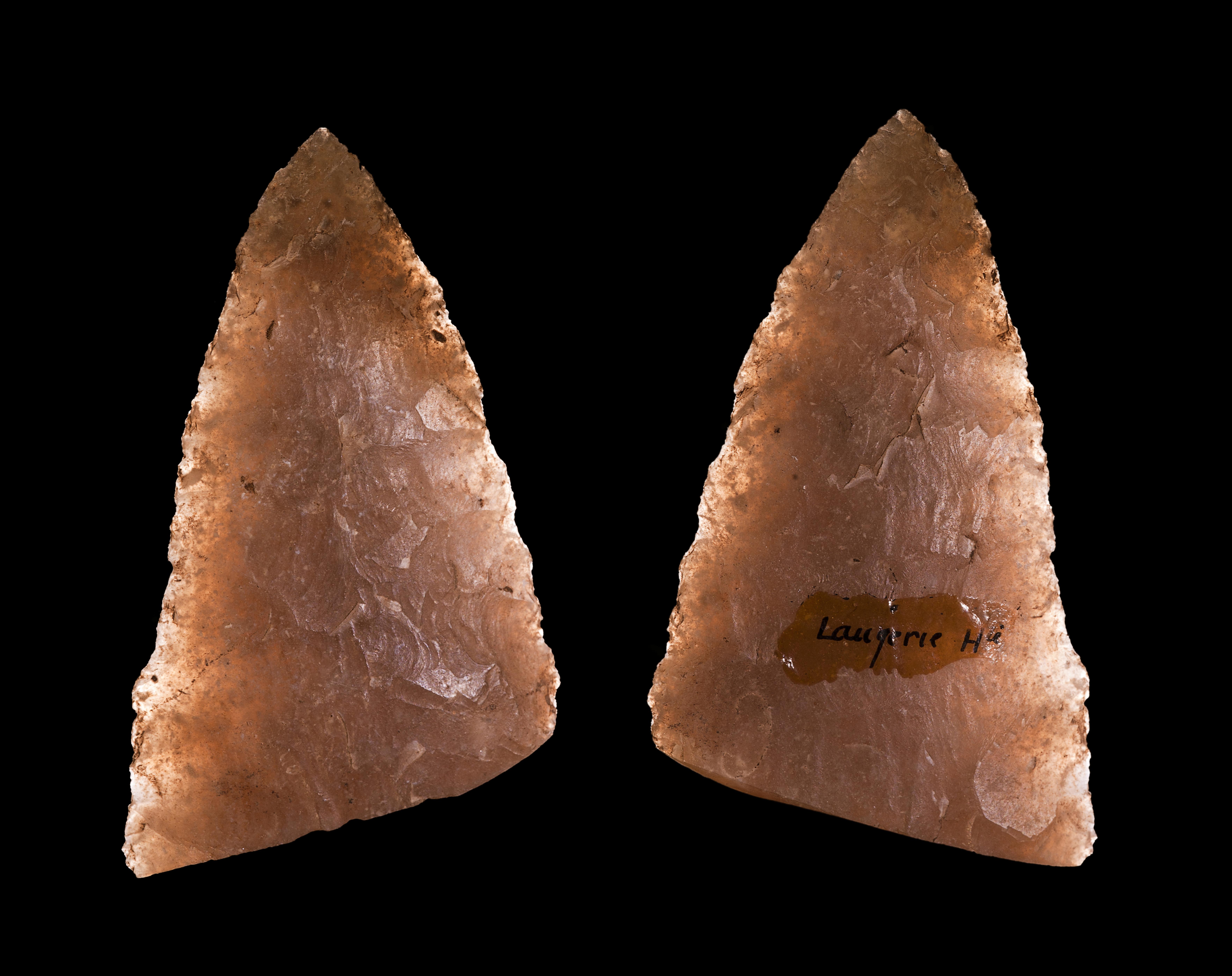
Fragment de feuille de laurier solutréenne - Édouard Lartet - Muséum de Toulouse
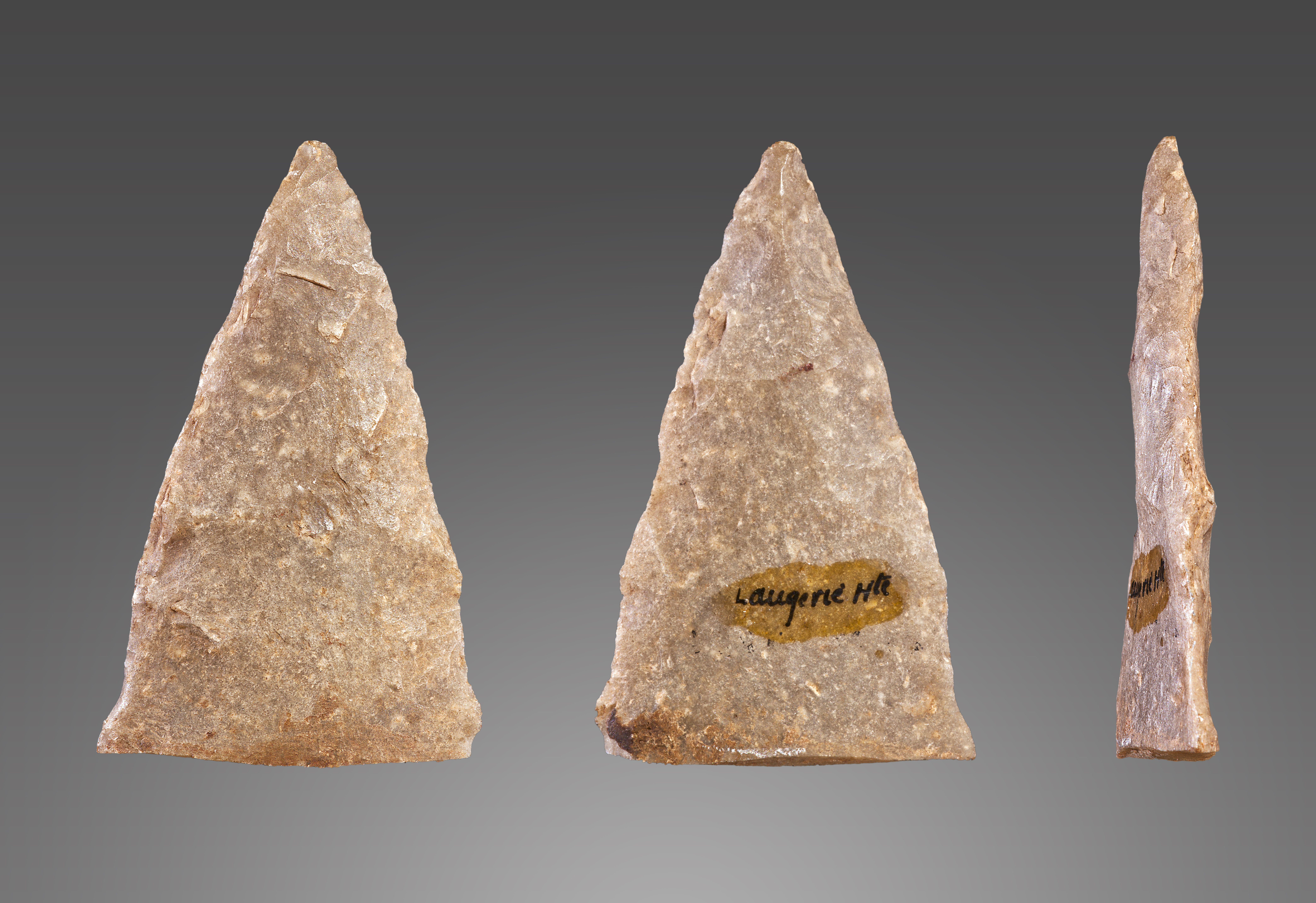
Fragment de feuille de laurier solutréenne - Édouard Lartet - Muséum de Toulouse
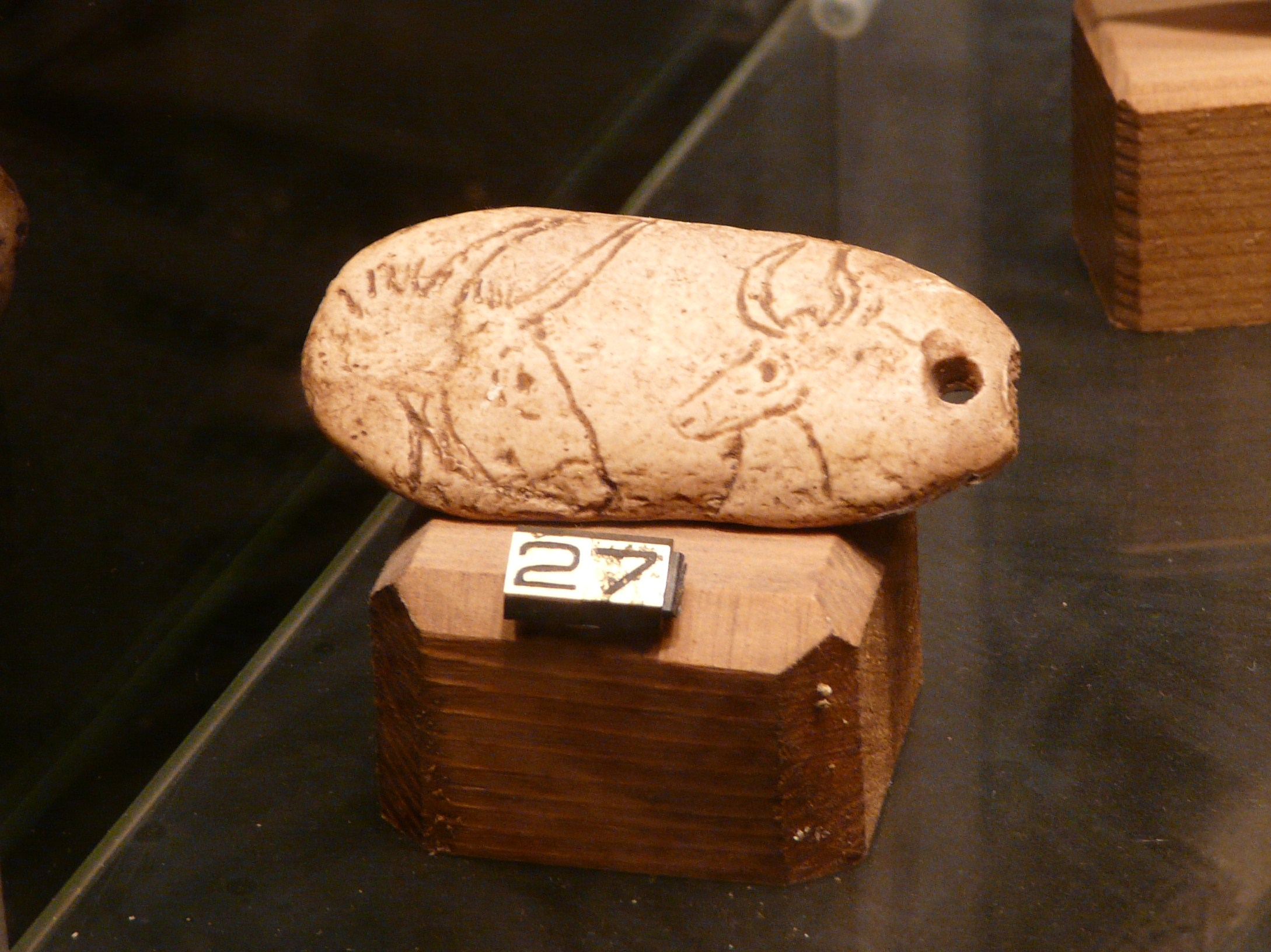
Fac-similé de la pendeloque aux aurochs.

## Littérature
Il a servi de cadre à la romancière Jean M. Auel pour les deux derniers volumes de sa série préhistorique Les Enfants de la Terre, Les Refuges de pierre et Le Pays des Grottes Sacrées.